# C14H8N2O2
化学式C14H8N2O2（摩尔质量：236.23 g/mol）可以指：
- 1,10-菲啰啉-2,9-二甲醛，CAS号：57709-62-3
- 联苯-4,4'-二异氰酸酯，CAS号：2761-22-0
- 2,2'-联苯并咪唑，CAS号：7210-07-3
- 铁屎米-6-酮-N-氧化物，CAS号：60755-87-5

|  | 这个同类索引页列出了具有相同分子式的化学物（即同分異構體）条目。 除非您是有意链接至本页，否则应将相应条目的内部链接指向正确的条目。 |